# じゅれみっくす
じゅれみっくす（Geleemix）は、瀬戸農産物加工企業組合（岡山市東区）が2010年7月28日より発売しているゼリーの名称。また、そのマスコットキャラクター群。

## 製品内容
岡山県産のトマト・梅・柿・ピオーネ・白桃を使用した果汁ゼリー6個（桃太郎トマトゼリーのみ2個・ほかは1個）の詰め合わせ。シービスケット（大阪市）のプロデュースにより、いわゆる「萌えおこし」として企画された商品で、梱包やゼリーのラベルには個々のゼリーに対応した美少女キャラクターが描かれている。キャラクターデザインはrefeia。
1箱ごとにトレーディングカード（合計6枚）が1枚封入されており、台紙に印字されたシリアルコードを用いての人気投票などが予定されている。

## 登場キャラクター
瀬戸町 果音（せとまち かのん）
声 - 金元寿子
8月23日生まれの中学2年生。身長158cm、体重45kg。じゅれみっくすのリーダー。趣味は創作トマト料理の開発。名前の由来は旧瀬戸町（岡山市東区に編入）。
瀬戸町 果南（せとまち かなん）
声 - 金元寿子
8月23日生まれの中学2年生。身長158cm、体重43kg。果音の双子の妹。趣味は実家のトマト畑のパトロール。
槌ヶ原 茉莉（つちがはら まつり）
声 - 佐藤利奈
2月14日生まれの中学1年生。身長154cm、体重40kg。趣味は将棋と鉱石集め。研究員の兄がいる。
真星 千鶴（まなぼし ちづる）
声 - 仙台エリ
11月3日生まれのみこ。身長149cm、体重38kg。趣味はアバター集め。
吉備野 珠（きびの たまき）
声 - 釘宮理恵
7月7日生まれ。ワイン輸入販売店の娘。身長160cm、体重48kg。趣味はダンスと雑誌のスクラップ。
天瀨 桃歌（あませ ももか）
声 - MAKO
4月29日生まれ。保育士を目指している。身長162cm、体重49kg。趣味はピアノ演奏とお菓子作り。